# Friedrich Fröbel

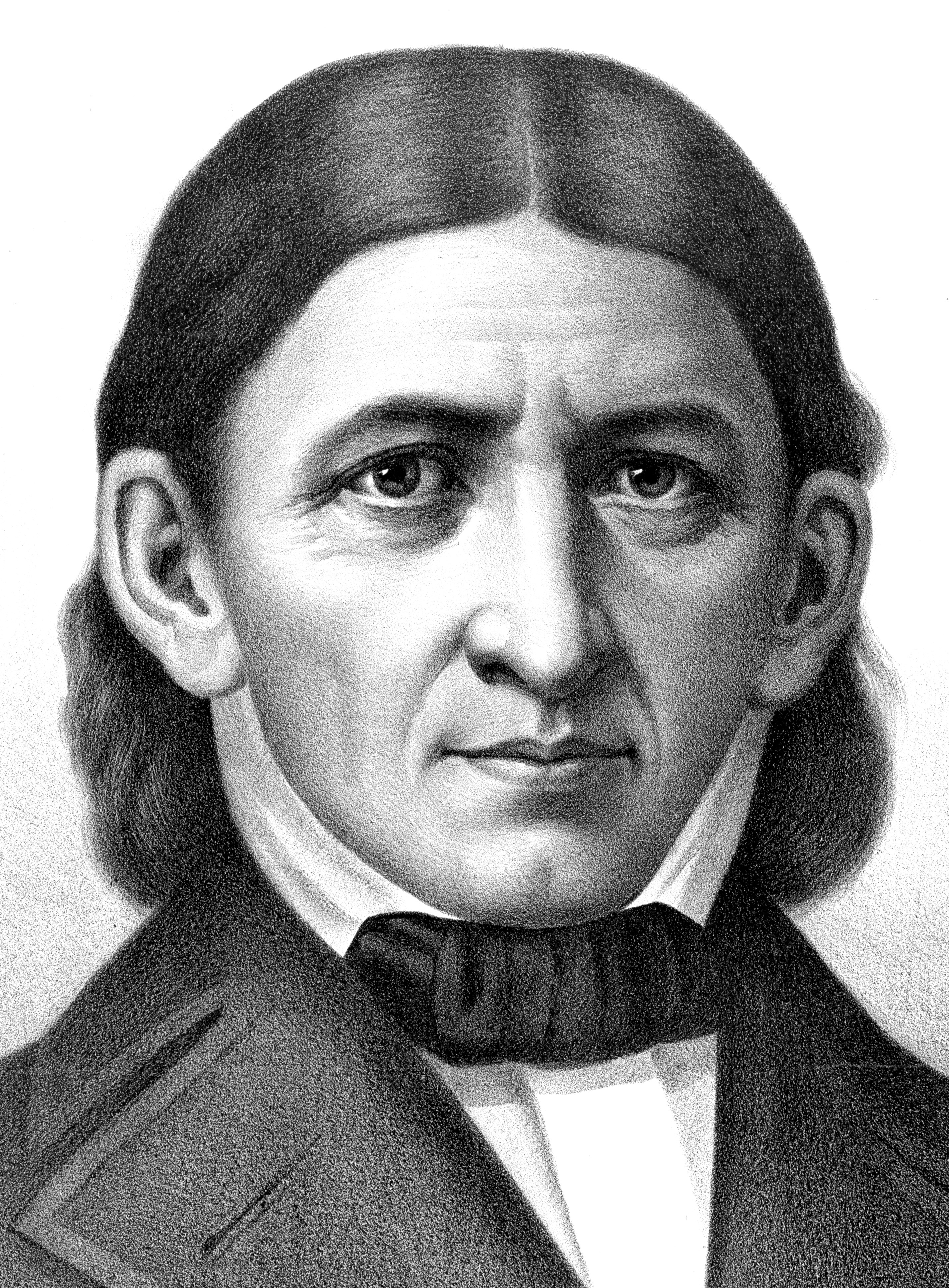
Friedrich Fröbel

Friedrich Wilhelm August Fröbel (* 21. April 1782 in Oberweißbach/Thüringer Wald; † 21. Juni 1852 in Marienthal) war ein deutscher Pädagoge, der sich kritisch und produktiv insbesondere mit der Pädagogik Pestalozzis auseinandersetzte. Sein besonderes Verdienst besteht darin, die Bedeutung der frühen Kindheit nicht nur erkannt, sondern durch die Schaffung eines Systems (bei Fröbel: „Ganzes“) von Liedern, Beschäftigungen und „Spielgaben“ die Realisierung dieser Erkenntnisse vorangetrieben zu haben.
Mit der Stiftung des „Allgemeinen deutschen Kindergartens“ am 28. Juni 1840 in Blankenburg begann Fröbel, seine Erkenntnisse, wonach bereits in der frühen Kindheit der Nährboden für die weitere Entwicklung des Menschen gelegt wird, praktisch umzusetzen. Der Kindergarten unterschied sich von den damals bereits existierenden Kinderbewahranstalten und Kleinkinderschulen durch die pädagogische Konzeption. Damit verbunden war die Erweiterung des Aufgabenspektrums von der Betreuung zur Trias von Bildung, Erziehung und Betreuung.
 
In Würdigung von Fröbels pädagogischer Lebensleistung – insbesondere für die weltweit verbreitete Kindergarten-Idee – wird der 21. April (Fröbels Geburtstag) als weltweiter Kindergarten-Tag (Aktionstag) begangen, in den Vereinigten Staaten etwa als „National Kindergarten Day“. Es gibt heute weltweit viele Kindergärten, die nach Fröbel benannt sind und dessen Pädagogik aufgreifen und weiterführen. Als wesentlich gilt dabei u. a. die anregende Förderung des Spiels von Kindern durch Erwachsene sowie deren Unterstützung beim Bemühen der Kinder, die Welt zu erfahren und zu begreifen.
Am 15. März 2023 wurde die Kindergartenidee nach Friedrich Fröbel in das Bundesweite Verzeichnis des immateriellen Kulturerbes aufgenommen.

## Leben, Lehre und pädagogische Praxis

### Überblick
Fröbel hatte erkannt, dass Bildung im frühen Kindesalter vorrangig im Spiel und nicht durch Wortbelehrung erfolgt. Ins Zentrum seiner Kindergarten-Pädagogik stellte er das Spiel als typisch kindliche Lebensform. Die von ihm dafür entwickelten Spielgaben und Beschäftigungsmaterialien sind auch heute von hohem pädagogischen Wert und beinhalten ein erhebliches Kreativitätspotenzial. Mit seinen Mutter- und Koseliedern beabsichtigte Fröbel, das sensomotorische Spiel des Kindes anzuregen und die Mutter-Kind-Bindung zu entwickeln.
Friedrich Fröbel wird als „Erfinder“ des Kindergartens in aller Welt verehrt. Der Begriff „Kindergarten“ wurde in über 40 Sprachen zumeist unverändert übernommen. Manche seiner Lieder singen Kinder noch heute. Seine Spielgaben und Beschäftigungsmaterialien haben nichts an pädagogischem Wert und Attraktivität verloren – im Gegenteil: Ihnen entspringen immer wieder neue Ideen und Bedeutungen.
Fröbel war nicht nur „Kindergartenerfinder“, er machte sich auch um die Schulpädagogik und Berufsausbildung – speziell für Frauen – verdient, wirkte als Publizist und wird von manchem als ein Inspirator der Kunst und Architektur der Moderne gesehen.
Seine Lebenszeit – umrahmt von der Französischen Revolution und der bürgerlich-demokratischen Revolution in Deutschland – war in Europa durch die geistigen Strömungen der Aufklärung und der Romantik gekennzeichnet. Die aufklärerische Welthaltung war geprägt von aktiver Weltaneignung, das Credo der Romantik war die Hinwendung zur Innerlichkeit.
Fröbel gelang es wie kaum einem anderen, scheinbar widerstreitende geistige Tendenzen in Einklang zu bringen. Lernen und Entwicklung hieß für ihn, der Mensch solle Inneres äußerlich und Äußeres innerlich machen, also zur „Lebenseinigung“ finden. Dies war einer der festen Orientierungspunkte all seines pädagogischen Denkens, Schaffens und Wirkens.
Von Beginn an unterstützten ihn Heinrich Langethal und vor allem Wilhelm Middendorf. Beide waren bereits 1816/17 seine treuesten Mitarbeiter, als es daranging, seine Erziehungsideen in Keilhau bei Rudolstadt in die Praxis umzusetzen.

### Familie, Ausbildung und Beruf

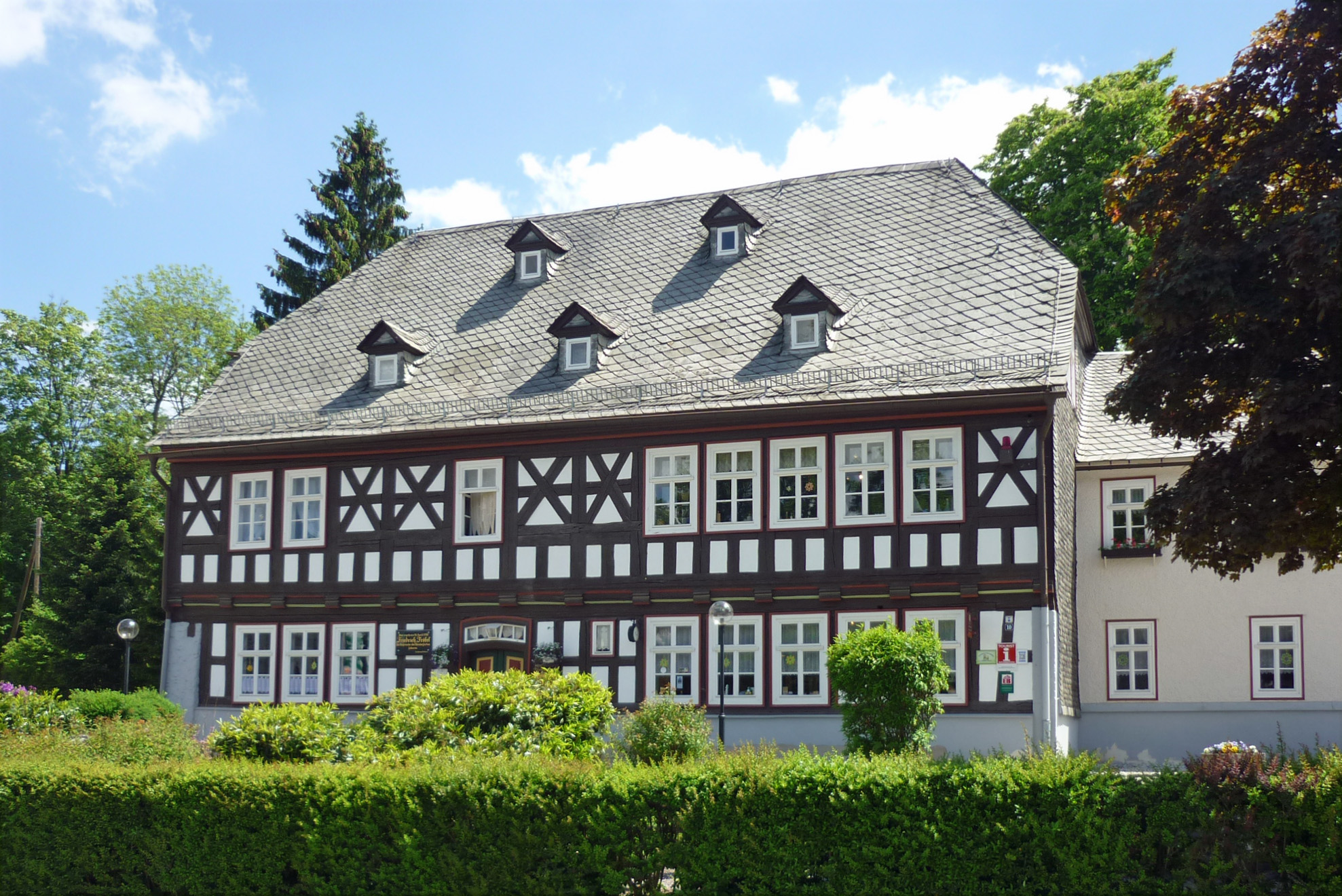
Geburtshaus in Oberweißbach (Museum Fröbelhaus)

Fröbel wurde am 21. April 1782 in Oberweißbach im Thüringer Wald als sechstes Kind des orthodox-lutherischen Pfarrers Johann Jakob Fröbel und seiner Frau Jacobine Eleonore Friederike (geb. Hoffmann) geboren. Seine Mutter starb im darauffolgenden Jahr. Der frühe Verlust, von Fröbel stark empfunden, hat ihn geprägt, da er zudem mit der zweiten Frau seines Vaters Probleme hatte. Ab 1792 lebte er in Stadtilm bei Erfurt beim Bruder seiner verstorbenen Mutter, Superintendent Hoffmann, der die Situation des Kindes erkannte. Er besuchte hier die Elementarschule.
Fröbel absolvierte von 1797 bis 1799 eine Landwirtschafts- und Försterlehre bei Hirschberg (Saale). Ab 1799 studierte er Naturwissenschaften in Jena. Von 1802 bis 1803 war er Forstamtsaktuar (Landmesser) in Baunach und Bamberg.
Von 1804 bis 1805 diente er als Privatsekretär auf Gut Groß Miltzow bei Otto Ulrich von Dewitz. In der umfangreichen Bibliothek des Gutsherrn fand Fröbel Interesse an Schriften über Architektur, Philosophie, Literatur und Theologie. Texte, die auf ihn „vorzüglich anregend wirkten“, waren: Anthropologische Abhandlungen des Philosophen Karl Ludwig Pörschke, die Bücher von Novalis, Germanien und Europa von Ernst Moritz Arndt, Von der Weltseele sowie Bruno oder über das natürliche und göttliche Princip der Dinge von Schelling. Miltzow erschien Fröbel als das geistige Erweckungserlebnis: „bis hier hatte mein Leben gekeimt gewachsen geschoßt geknospet jetzt fing es an zu blühen“.
Fröbel berichtet in einer autobiographischen Schrift, er habe Johann Heinrich Pestalozzi Ende August 1805 in Yverdon-les-Bains (Kanton Waadt) besucht. Er habe sich aber dort bedauerlicherweise nur 14 Tage aufhalten können, aber er habe dort viel von Pestalozzi gelernt.
Als Erzieher begann er 1805 nach seiner Rückkehr aus der Schweiz an der Pestalozzi-Musterschule in Frankfurt am Main. Von 1806 bis 1811 war Fröbel Hauslehrer für die drei Söhne der adeligen Familie von Holzhausen in Frankfurt, und er schloss eine Freundschaft mit Bertha von Holzhausen. Er lebte mit den drei Kindern von 1808 bis 1810 in Pestalozzis Institut in Iferten (Yverdon) in der Schweiz. Am Ende dieses Aufenthalts war Fröbel enttäuscht über Auseinandersetzungen zwischen Lehrern des Instituts und über Pestalozzis Stellungnahmen in Bezug auf diesen Zustand. Er entwickelte zudem Pestalozzis Elementarmethode weiter und entdeckte die besondere Bedeutung der frühen Kindheit in der menschlichen Entwicklung.
1811 setzte er seine Studien der Sprachen, Physik und Chemie in Göttingen und der Mineralogie in Berlin fort, ohne sie mit einem Zertifikat abzuschließen. Fröbel wurde Lehrer an der Plamannschen Schule in Berlin, die in jener Zeit ein pädagogisches und patriotisches Zentrum war. Das Studium musste er beim Ausbruch der Befreiungskriege gegen Napoleon im März 1813 abbrechen.
Im Lützowschen Freikorps nahm er an der Schlacht von Großgörschen im Mai 1813 teil. Während seines Dienstes im Freikorps schloss Fröbel Freundschaft mit Wilhelm Middendorf und Heinrich Langethal.

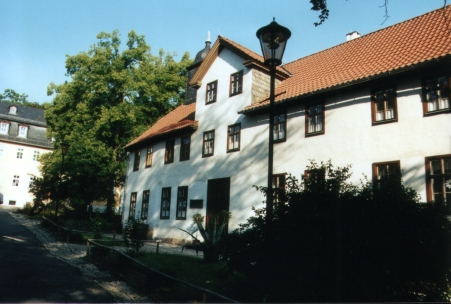
Allgemeine Deutsche Erziehungsanstalt in Keilhau, heute Freie Fröbelschule Keilhau

1814, nach der Rückkehr, wurde Fröbel Assistent am Institut und Museum für Mineralogie in Berlin bei Weiß. Er gab diese Stelle wieder auf und gründete 1816 in Griesheim bei Stadtilm in Thüringen die Allgemeine Deutsche Erziehungsanstalt (Vorläufer der Landerziehungsheime). 1817 verlegte er diese nach Keilhau bei Rudolstadt. 1831 wurde sie von den anderen Mitbegründern Wilhelm Middendorf und Heinrich Langethal weitergeführt.
1817 zog er nach Keilhau um und baute mit Langethal, Middendorf und Wilhelmine Henriette Hoffmeister die Erziehungsanstalt auf. Am 11. September 1818 heiratete er in Berlin Wilhelmine Hoffmeister (* 1780), die Ehe blieb kinderlos.
Als Herausgeber von Zeitschriften und Schriften mit verschiedenen Namen verbreitete er seine Ansichten. 1820 erschien die erste Keilhauer Werbeschrift An unser deutsches Volk, bis 1823 vier weitere Keilhauer Werbeschriften.

### Hauptwerk

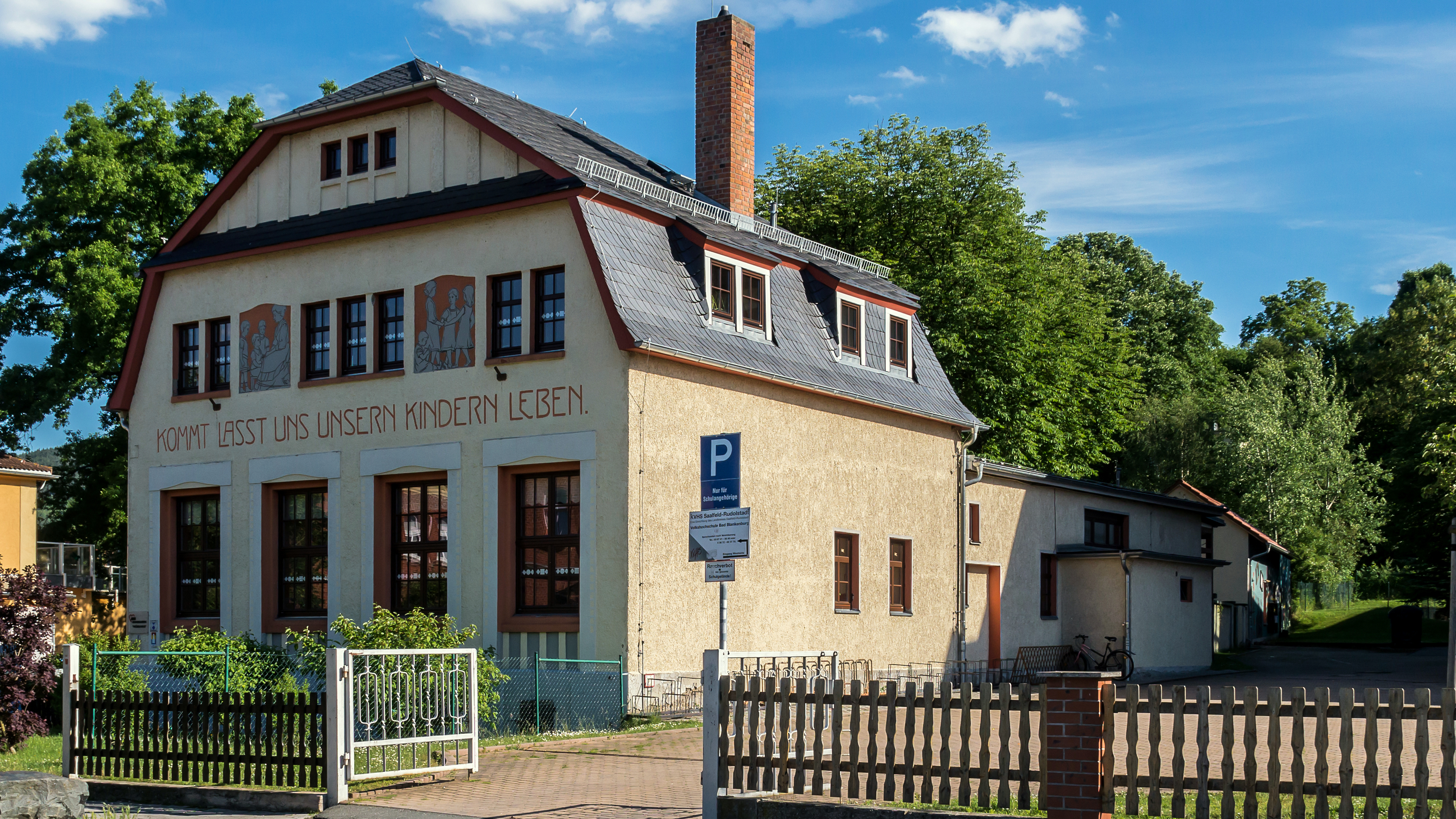
Fröbelkindergarten in Bad Blankenburg, entstanden auf Initiative von Eleonore Heerwart, 1908 eröffnet

1826 gab er sein literarisches Hauptwerk Die Menschenerziehung heraus und gründete die Wochenschrift „Die erziehenden Familien“.
Er verfolgte 1828/1829 den Plan einer Volkserziehungsanstalt in Helba (heute ein Ortsteil von Meiningen), den sogenannten Helba-Plan, den er jedoch nicht verwirklichte. 1835 übernahm Johannes Arnold Barop die Leitung der Schule in Keilhau.

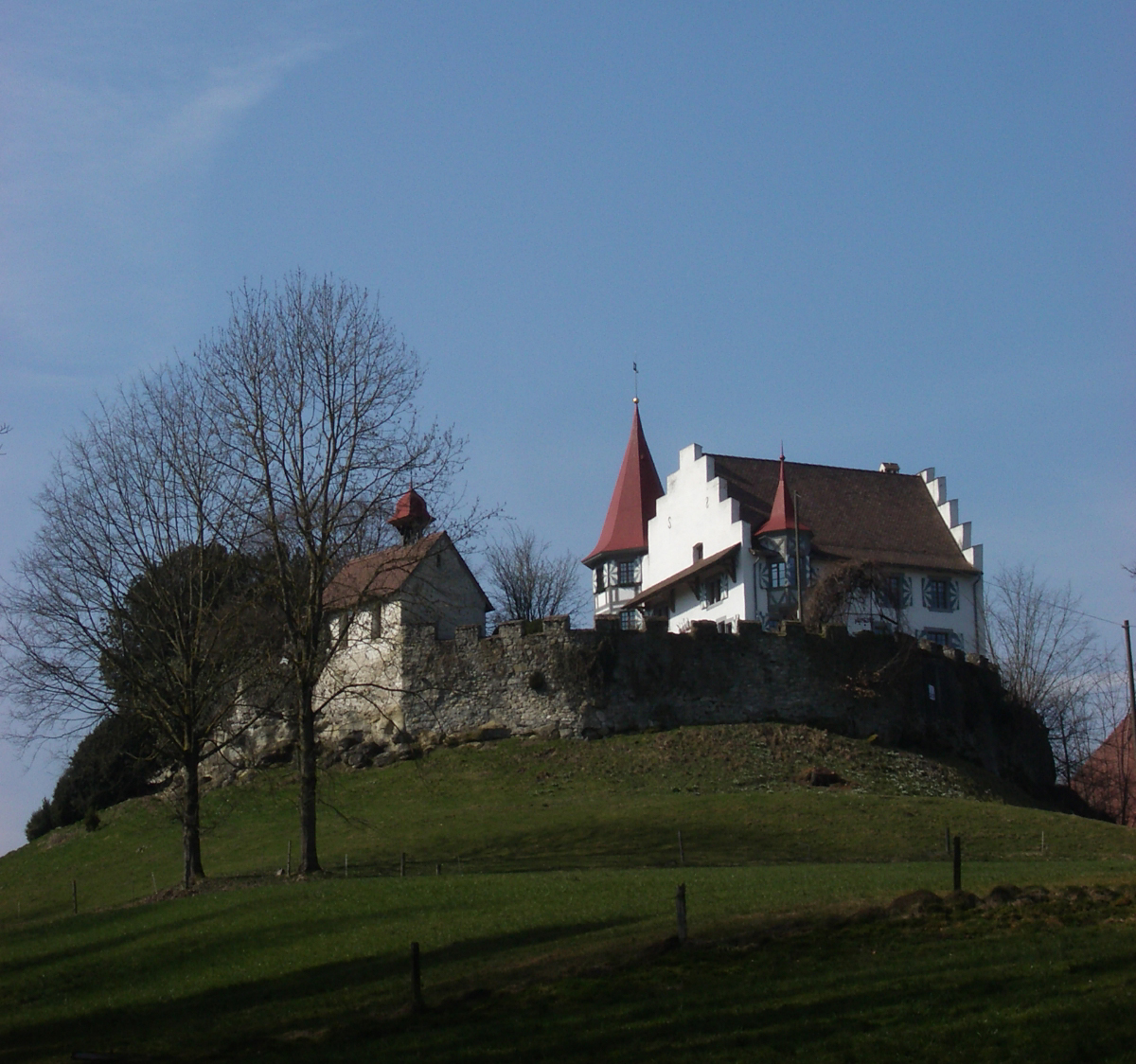
Schloss Wartensee, Neuenkirch/Schweiz

Von 1831 bis 1836 lebte Fröbel wieder in der Schweiz. Er gründete 1831 im Schloss Wartensee in Neuenkirch im Kanton Luzern eine Erziehungsanstalt. 1833 verlegte er diese nach Willisau, und er leitete 1835/36 das Waisenhaus in Burgdorf im Kanton Bern. Dort gab er die Zeitschrift Grundzüge der Menschenerziehung heraus. 1836 erschien sein Werk Erneuerung des Lebens erfordert das neue Jahr 1836.
1837 kehrte er nach Thüringen zurück, widmete sich fast ausschließlich der Erziehung der Kinder im vorschulpflichtigen Alter und begann mit der Herstellung von Spielmaterial in Blankenburg. Dort gründete der Pädagoge 1837 eine „Pflege-, Spiel- und Beschäftigungsanstalt“ für Kleinkinder. Kinder sollten hier durch planvoll gruppierte Bewegungs- und Geistesspiele, Sprüche, Lieder bei ständiger Berührung mit der Natur ihrem Alter entsprechend allseitig angeregt und angeleitet werden. Von 1838 bis 1840 gab er die Zeitschrift Ein Sonntagsblatt für Gleichgesinnte heraus.
1838/39 erfolgten Vortragsreisen nach Göttingen, Frankfurt, Dresden und Leipzig. 1839 starb seine Ehefrau Wilhelmine.

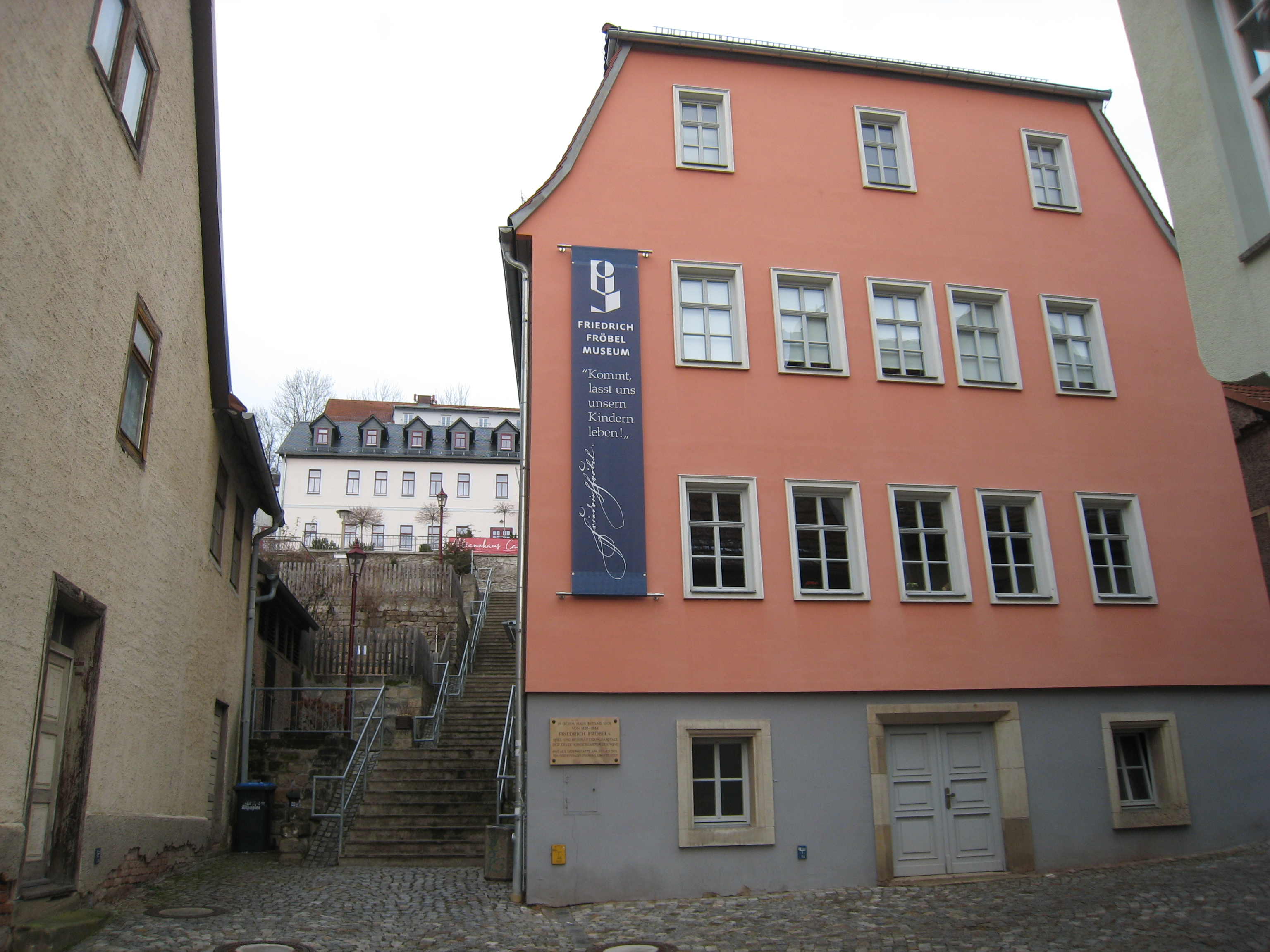
Friedrich-Fröbel-Museum in Bad Blankenburg, im ersten Kindergartengebäude der Welt (1840 eröffnet), auf dem Museumsschild ist Fröbels Leitsatz zu lesen: „Kommt, laßt uns unsern Kindern leben!“

Am 28. Juni 1840 fand die Gründungsveranstaltung des „Allgemeinen deutschen Kindergartens“ im Blankenburger Rathaussaal statt.
1842 begannen Kindergärtnerinnenkurse in Blankenburg. Ida Seele gehörte zu seinen ersten Schülerinnen, die sich nachfolgend für die Idee des Kindergartens einsetzte. „Fröbels Ida“ gilt heute als die erste Kindergärtnerin der Welt. Weitere Schriften und Vortragsreisen insbesondere zur Popularisierung des Kindergartens folgten in den Jahren 1843 bis 1849.
1844 publizierte Fröbel nach jahrelangen Vorarbeiten und in Zusammenarbeit mit dem Zeichner Unger und dem Musiker Kohl sein letztes großes, pädagogisches Gesamtkunstwerk, die Mutter- und Koselieder. Damit wollte er den Müttern die Bedeutung und Verantwortung, die in der Mutterschaft und Erziehung liegen, verdeutlichen und ihnen gleichzeitig ganzheitliche Hilfen an die Hand geben für die Säuglings- und Vorkindergartenerziehung. Es erschienen auch 100 Lieder zum Spielen mit dem Ball. Fröbel wohnte seit 1845 wieder in Keilhau und reiste viel, um seine Ideen zu verbreiten.
Am 12. Januar 1847 wurde der erste westfälische Kindergarten in Lünen an der Lippe eröffnet. Am 9. Juni 1847 eröffnete Fröbel in Marienberg (Erzgebirge) Luthers Kindergarten.
Fröbel siedelte 1849 nach Liebenstein in das Domänengut am Aschenberg um. Den Winter über hielt er sich in Hamburg auf, das er Anfang Mai 1850 wieder verließ. 1850 zog er ins Marienthaler Schlösschen. Er gründete die erste Schule zur Ausbildung von Kindergärtnerinnen und gab Ein Einigungsblatt für alle Freunde der Menschenbildung heraus. Auf dem Altenstein fand am 4. August ein Spielfest statt.

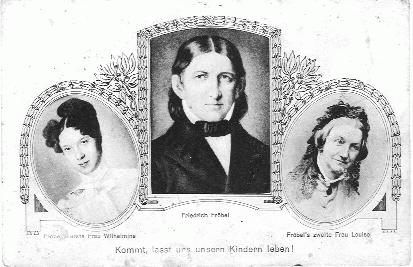
Fröbel und seine beiden Ehefrauen Wilhelmine und Luise

Am 9. Juni 1851 heiratete er seine ehemalige Schülerin Luise Levin.
Bei der preußischen Staatsverwaltung galten die Kindergärten wegen angeblicher „destruktiver Tendenzen auf dem Gebiet der Religion und Politik“ als „atheistisch und demagogisch“. Am 7. August 1851 wurde ein Kindergartenverbot in Preußen erlassen, das am 23. August veröffentlicht wurde. Für ihre Bewertung der Kindergärten als „Teil des Fröbelschen sozialistischen Systems“ nahmen die preußischen Minister Fröbels Neffen Karl Fröbel in Anspruch, der 1851 eine Schrift über Hochschulen für Mädchen und Kindergärten veröffentlicht hatte. Karl August Varnhagen von Ense kommentierte: „Der stupide Minister von Raumer hat einen Befehl gegen die Kindergärten erlassen, sich auf ein Buch von Karl Fröbel berufend. Er verwechselt Friedrich und Karl Fröbel.“ Friedrich Fröbel wehrte sich vergeblich, die Kindergärten wurden erst 1860 wieder zugelassen.
Ende September 1851 fand eine Pädagogenversammlung in Bad Liebenstein statt. Am 3. Juni 1852 nahm Fröbel noch an der allgemeinen deutschen Lehrerversammlung in Gotha teil, bei der er eine besondere Würdigung erfuhr:

„Während den Verhandlungen war der greise, aber noch rüstige Kindergärtner, Friedr. Fröbel aus Marienthal bei Liebenstein […] in den Saal getreten, nachdem auf Benfey's Anregung die Versammlung eine besondere Einladung an ihn hatte ergehen lassen. Mit einem lauten, freudigen Bravo! wurde der bescheidene Mann begrüßt, und als Dr. Schulze ihm die Huldigung der Versammlung darbrachte, erhob sich dieselbe zum Zeichen des Beifalls. Der liebenswürdige Fröbel, der so vielfach verkannt worden ist, dankte mit gerührter Stimme und erzählte, an das Thema der bisherigen Verhandlungen anknüpfend, daß er in Keilhau kleine Gärten für die Kinder angelegt und daß er sie dadurch zur Beobachtung physischer Erscheinungen und zur Freude an der Natur herangebildet habe.“

Friedrich Fröbel starb am 21. Juni 1852 in Marienthal. Sein Grab befindet sich auf dem Schweinaer Friedhof.

„Friedrich Fröbel, am 21. April 1781 geboren, als Gründer der Kindergärten und der Erziehungsanstalt zu Keilhau bekannt, ist zu Marienthal, einem Gute des Herzogs von Meiningen, wo er seit einigen Jahren lebte und unter Protection der herzoglichen Familie eine Bildungsanstalt für junge Mädchen errichtet hatte, am 21. Juni an einem gastrischen Fieber gestorben, das er sich durch Erkältung bei dem Besuch der Lehrerversammlung in Gotha zugezogen hatte.“

### Fröbels Spielpädagogik

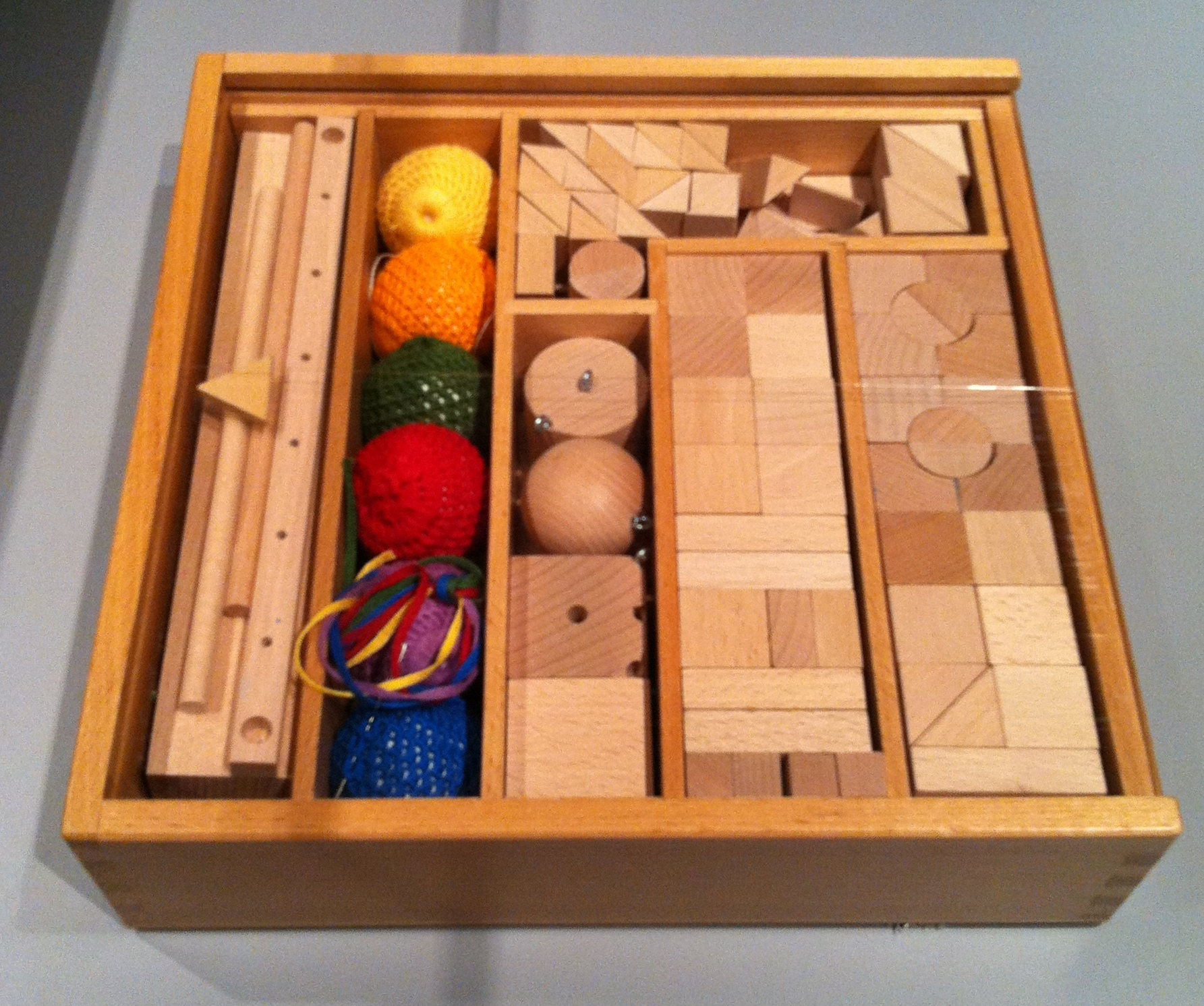
Mehrere verschiedene (weil für unterschiedliche Entwicklungsstadien gedachte) Spielgaben, wie Fröbel sein „Spielzeug“ nannte, in einem Kasten, Entwurf der Hochschule für Gestaltung Ulm

Fröbel war ein Pädagoge, für den Spielzeug nicht nur Mittel zur Erziehung und Bildung war. Fußend auf seiner Erkenntnis, dass sich dem Kind die Grundelemente der (Pestalozzischen) Elementarpädagogik ohne Wortbelehrung im Spiel vermitteln, entwickelte er ein Ganzes von Spielgaben und Beschäftigungen. Beginnend mit Häkelbällen (Spielgabe 1) bilden die drei Grundkörper Kugel/Ball, Würfel und Walze/Zylinder (Spielgabe 2) zusammen mit später folgenden Erweiterungen, wie dem auf unterschiedliche Art geteilten Würfel (Spielgaben 3 bis 6), die Basis eines Systems (bei Fröbel = „Ganzes“) von Spielgaben und Beschäftigungsmaterialien, das analog zu heutigen entwicklungspsychologischen Modellvorstellungen genutzt werden kann und der zunehmenden Abstraktionsfähigkeit und manuellen Motorik des Kindes entspricht.
Fröbel war der erste (und blieb im 19. Jahrhundert nahezu der einzige), der einen theoretischen Ansatz zur Pädagogik des Spiels entwickelte und damit jene „Wende zum Kind“ der Reformpädagogik in den ersten Jahrzehnten des 20. Jahrhunderts vorwegnahm.

## Wirkung

### Einordnung seines Schaffens
Neben seinen Verdiensten um die Pädagogik der frühen Kindheit ist Fröbel zu würdigen als
- Schulgründer: Er gründete 1816 mit der Allgemeinen Deutschen Erziehungsanstalt in Griesheim bei Stadtilm, ab Juni 1817 in Keilhau eine Schule, die heute im Sinne Fröbel’scher Pädagogik an selber Stelle weitergeführt wird.
- Publizist: Beginnend in den Keilhauer Jahren schuf und publizierte er sein pädagogisches Gedanken- und Ideengebäude.
- Berufsbildner: Er gründete im Marienthaler Schlösschen 1850 die erste Schule für Kinderpflegerinnen und schuf damit ein neues Berufsbild und gleichzeitig eine der ersten Berufsausbildungseinrichtungen für Frauen in Deutschland.
- Inspirator der Kunst und Architektur der Moderne: International wird das Fröbel’sche Spielgabensystem auch als Inspirationsquelle der modernen (abstrakten) Kunst und Architektur – insbesondere der Bauhausbewegung – diskutiert. Belege dafür sind u. a. die Tonbandprotokolle von Frank Lloyd Wright, Publikationen wie z. B. Der Kindergarten der Abstraktion von Brigitte Werneburg,[24] bzw. Norman Brostermans Buch Inventing Kindergarten, aber auch die Tatsache, dass der Gründer der Bauhaus-Bewegung, Walter Gropius, 1924 für Bad Liebenstein ein Friedrich-Fröbel-Haus entworfen hatte.

### Schüler und Nachfolger
Fröbels Werk wurde von seinen Schülern fortgeführt. Bereits in den 1840er Jahren war in Deutschland eine ganze Reihe von Kindergärten entstanden. Das preußische Kindergartenverbot wirkte sich dann zunächst negativ aus, die Entwicklung stagnierte, einige Kindergärten mussten gar geschlossen werden. Die im Folgenden genannten Namen stehen hier nur beispielhaft für eine Vielzahl von Gründungen, die in Deutschland in den 1860er Jahren wieder an Fahrt aufnahm. Außerhalb Preußens und preußenhöriger Kleinstaaten war es beispielsweise Thekla Naveau, die im Oktober 1853 den ersten Kindergarten in Sondershausen gründete. Am 1. April 1867 gründete sie auch den ersten Kindergarten nach Aufhebung des Verbots in Nordhausen.
Das Kindergartenverbot ließ einige der Fröbelschülerinnen ins Ausland gehen. So gründete Fröbels Schülerin Margarethe Schurz 1856 in Watertown, Wisconsin, den ersten Kindergarten in den USA. Sie inspirierte Elizabeth P. Peabody, die 1860 in Boston den ersten englischsprachigen Kindergarten eröffnete und dadurch die Kindergartenidee in den USA verbreitete. Ein Beispiel dafür, wie der Versuch, das Licht des Kindergartens in Deutschland zu löschen, dazu beitrug, seinen Siegeszug in der Welt zu ermöglichen.
Der deutsche Auswanderer, Journalist und Pädagoge Adolph Douai gründete im Jahr 1859 einen Kindergarten in Boston (Massachusetts), den er jedoch nach einem Jahr wieder schließen musste. Ab 1866 gründete er weitere in New York City.
Der Pädagoge August Köhler war 1863 Initiator und Mitbegründer des „Deutschen Fröbelvereins“ zunächst für Thüringen, aus dem 1872 der „Allgemeine Fröbelverein“ und ein Jahr später, 1873, der „Deutsche Fröbelverband“ hervorging. August Köhler analysierte und bewertete kritisch die Fröbeltheorie, übernahm grundlegende Gedanken in seine Kindergartenpädagogik und erweiterte diese, entwickelte eine eigenständige „Köhler-Kindergartenpädagogik“. Er bildete 1857 in Gotha erstmals Kindergärtnerinnen aus. Zuvor wollte er ausschließlich männliche Erzieher ansprechen; es meldeten sich allerdings zu wenige.
Angelika Hartmann gründete 1864 den ersten Kindergarten nach Fröbel in Köthen, Anhalt. In St. Petersburg gründete Adelaida Simonowitsch 1866 einen Kindergarten nach Fröbels Muster.
Bedeutende Persönlichkeiten aus hohen Gesellschaftskreisen setzten sich für den Kindergarten und seine Pädagogik ein, wie beispielsweise Bertha von Marenholtz-Bülow oder Lina Morgenstern, die maßgebend an der Aufhebung des Kindergartenverbots mitbeteiligt waren. Cosima von Bülow, die spätere Ehefrau von Richard Wagner, würdigte den Kindergarten als erste wichtige Stätte des Musikunterrichts. Genannte konstatierte:

„So hat Fröbel, nachdem er mit rührender Sorge und liebevoller Aufmerksamkeit den unarticulirten Lauten des Kindes gelauscht, und nachdem er erkannt hatte, daß diese Laute Töne und das erste Lallen ein Rhythmus sei, geschlossen, daß, gleich wie die Blume sich am Sonnenlicht entfaltet, die Seele des jungen Geschöpfes sich beim Klange der Musik entwickeln müsse. Hierdurch gab er den Beweis, daß er die ethische Mission der Harmonie erkannte, und wohl fühlte, daß diese sich auch bei Denen erfüllen müsse, deren späteres Leben nicht der Musik als Beruf und besonderes Studium geweiht werden würde. Er hat die Musik zu einem integrierenden Theil seiner ersten Erziehung gemacht, – überzeugt, daß der Gesang als eine Erholung von der Arbeit den Charakter der Kinder sänftigt, das wahre Beschwichtigungsmittel der jungen Seelen ist, und die Festigung des Bandes, welches der Kindergarten unter ihnen schlingt. Die Roheit im Umgange, eben so wie die Rauhheit der Stimme verschwinden gleichzeitig bei Anwendung dieser Regel der Moral und der Gesundheit, und wohl kann man sagen, daß der Gesang, indem er der erste Begleiter der Kinder im Garten ist, in der That ihr Schutzengel wird.“

1908 und 1911 wurde in Deutschland die Ausbildung von Kindergärtnerinnen durch staatlich gesetzliche Regelungen anerkannt.

### Fröbelpädagogik heute
Fröbels Werk genießt weltweit ein großes Ansehen, beispielsweise in Österreich, Italien, Japan, den USA, in Korea, Russland, Lettland und der Volksrepublik China. Hierbei wurden jedoch unterschiedliche Schwerpunkte gesetzt. So setzte sich vor allem in den USA eine stärker an physical education orientierte Form durch, während in Deutschland gezieltes motorisches Training im Kindergartenalter skeptisch beurteilt wurde. Dies ließ jedoch weitgehend außer Acht, dass Fröbels Bewegungsspiele mit dem landläufigen Verständnis von „Sport“ nur in einer „relativen Beziehung“ stehen.
Populär sind heute beispielsweise noch immer die von Fröbel entwickelten pädagogischen Grundformen. Die drei dreidimensionalen Formen Kugel, Zylinder/Walze und Würfel sind nach wie vor beliebte Formen für Kleinkinder-Spielzeug; ursprünglich nur aus Holz und inzwischen aus Kunststoff hergestellt. Auch Fröbel-Kindergärten sind noch weit verbreitet. Als wesentliche Aufgaben sehen sie die anregende Förderung des Spiels durch den Erwachsenen an sowie seine Unterstützung beim Bemühen der Kinder, die Welt zu erfahren und zu begreifen.
Mittlerweile gibt es in Deutschland viele Kindergärten, die nach Fröbel benannt sind und dessen Pädagogik fortführen. Oft entstanden diese Kindergärten aus Elterninitiativen oder auf Initiative anderer Privatpersonen. Der größte Fröbel-Verein, der Fröbel e. V., betreibt über die Fröbel-Gruppe heute deutschlandweit über 100 Kindergärten, Horte und Hilfeeinrichtungen zur Erziehung.
Generell findet sich eine Vielzahl an Initiativen, die sich mit der wissenschaftlichen wie auch praktischen Rezeption der Fröbelpädagogik beschäftigen.
Der Neue Thüringer Fröbelverein e. V. (NTFV) sieht als eines seiner Ziele den Schutz der Ideen Fröbels vor marktwirtschaftlicher Vereinnahmung. Er betreibt ein Schulmuseum und das Fröbelarchiv in Keilhau und engagiert sich in Fröbeleinrichtungen weltweit (USA, England, Japan). Auf Matthias Brodbeck und den NTFV geht die Schaffung eines Fröbeldiploms zurück, das aktuell eine Überarbeitung auch in einer online-Variante erfährt.
Über die nationalen Grenzen hinweg besteht zudem die International Froebel Society, welche in verschiedenen Ländern, so auch in Deutschland, Untergruppen bildet. Von den Bestrebungen zur Aufarbeitung der Fröbelpädagogik in Theorie und Praxis künden unter anderem die zweijährlich stattfindenden Fröbelkonferenzen der IFS. Hier werden auch aktuelle Arbeits- und Forschungsergebnisse – so zum Beispiel von Helmut Heiland, Karl Neumann und Ulf Sauerbrey – diskutiert. 2022 wurde eine Fröbel-Forschungsstelle an der Universität Erfurt errichtet.

### Sonstiges

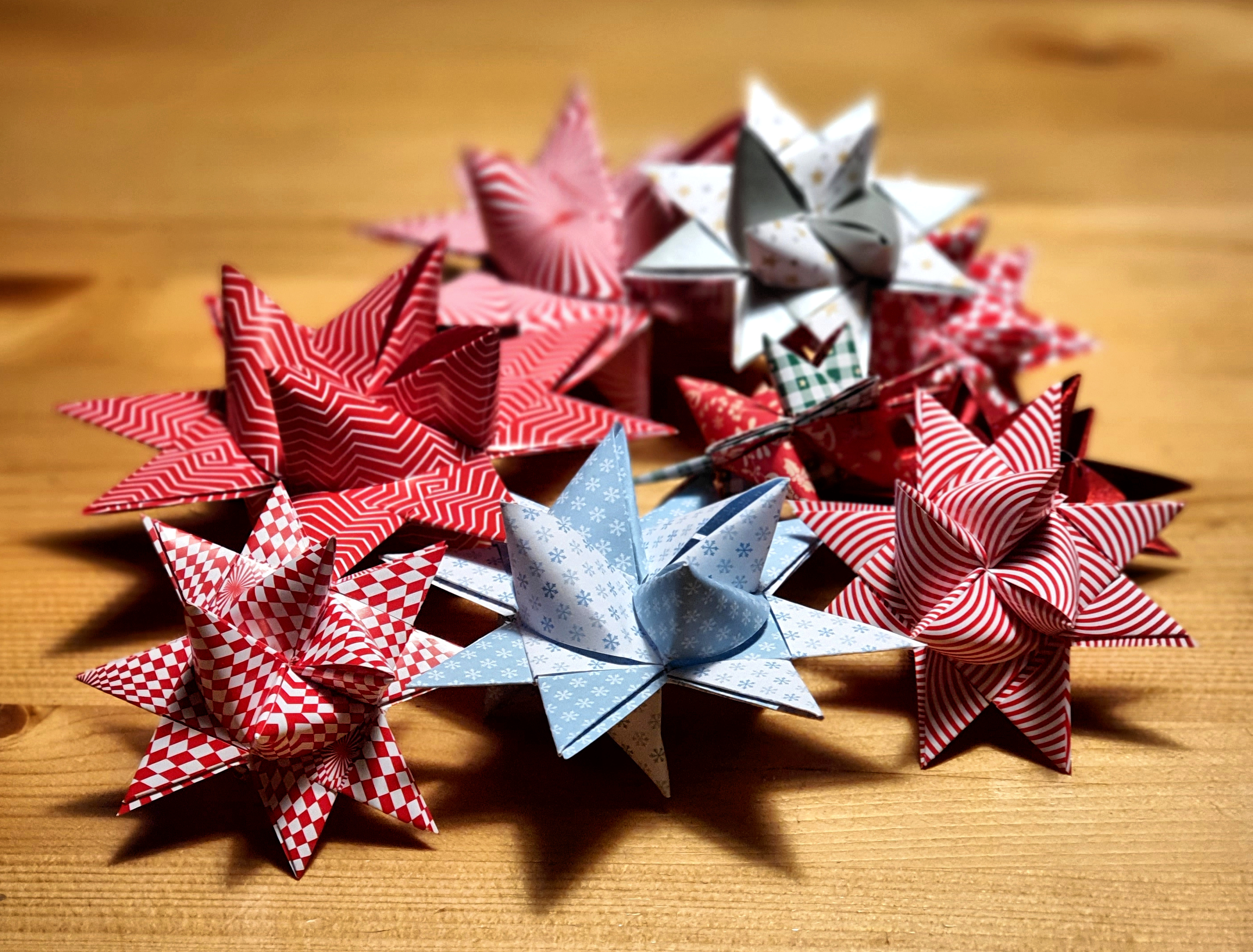
Unterschiedliche Fröbelsterne

Als Fröbelstern wird ein aufwändig aus Papier gefalteter Stern bezeichnet. Das Papier wird hierbei (anders als beim Origami) vorher in lange schmale Streifen zurechtgeschnitten und anschließend verarbeitet. Oft als Weihnachtsdekoration verwendet, kann der Stern auch schon von Kindergartenkindern gebastelt werden. Ein Klebstoff ist zur Fertigstellung nicht erforderlich, da die Streifen nur zusammengefaltet und -gesteckt werden.
Von Fröbels Namen ist im Niederländischen das Verb fröbelen abgeleitet. Langenscheidt gibt als Bedeutung an: „wie Kinder in einer Krabbelgruppe beschäftigen“.

## Ehrungen

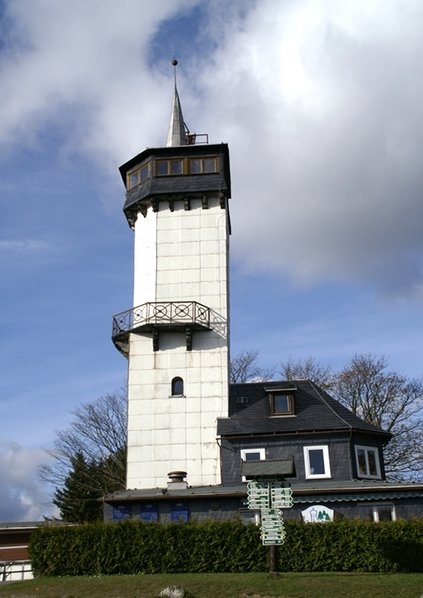
Der Fröbelturm bei Oberweißbach

Verschiedene Fröbelschulen tragen seinen Namen, mehrere Straßen wurden nach ihm benannt. In Wien 1160 (Ottakring) wurde schon 1883 eine Gasse nach Fröbel benannt, die unverändert so heißt.
Auf dem Kirchberg bei Fröbels Geburtsort Oberweißbach steht der Fröbelturm, ein 1888–1890 zu seinen Ehren errichteter Aussichtsturm.

Denkmale
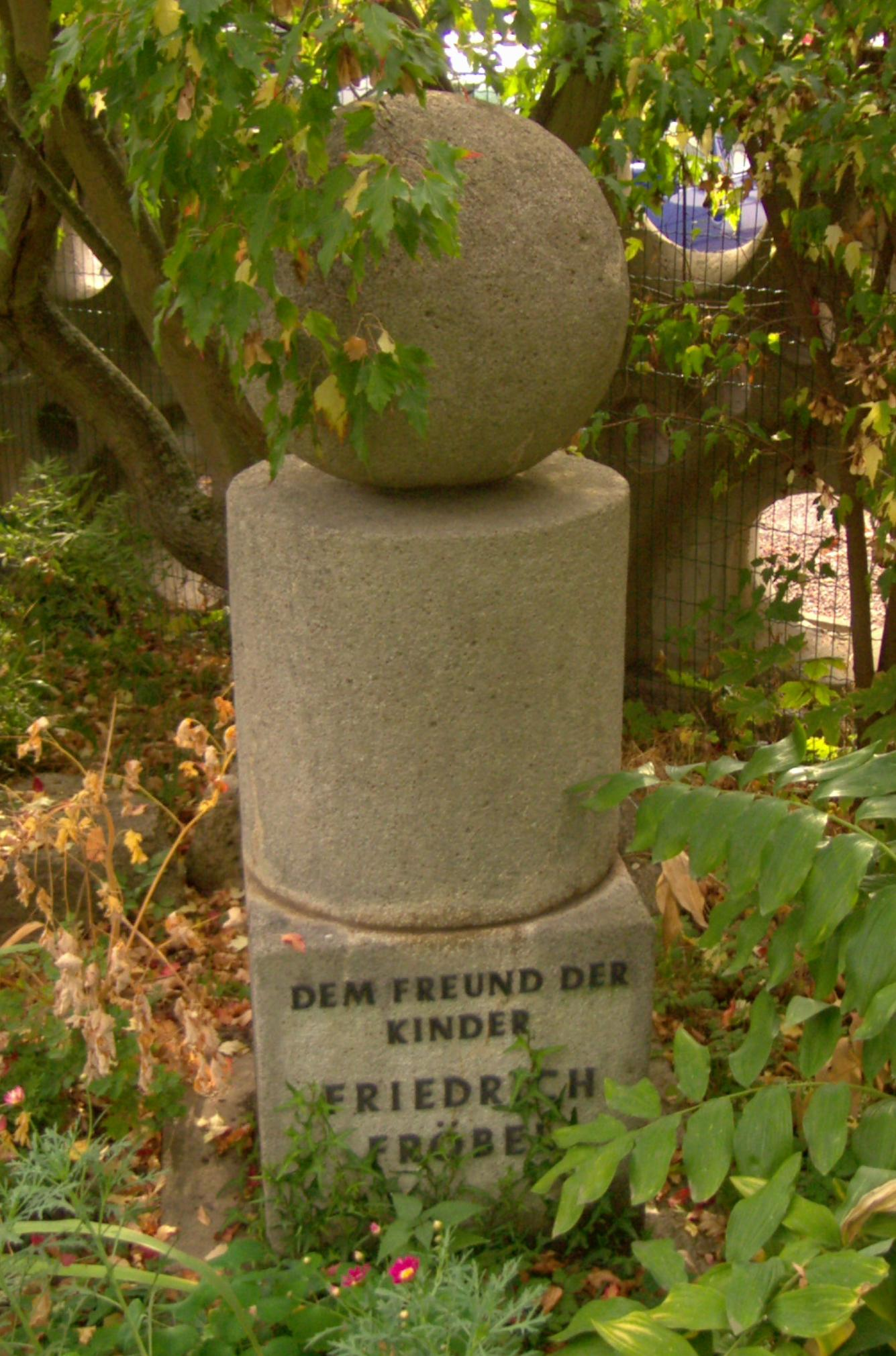
Das Fröbel-Denkmal im Fröbel-Kindergarten zu Mühlhausen/Thüringen zeigt die pädagogischen Grundformen
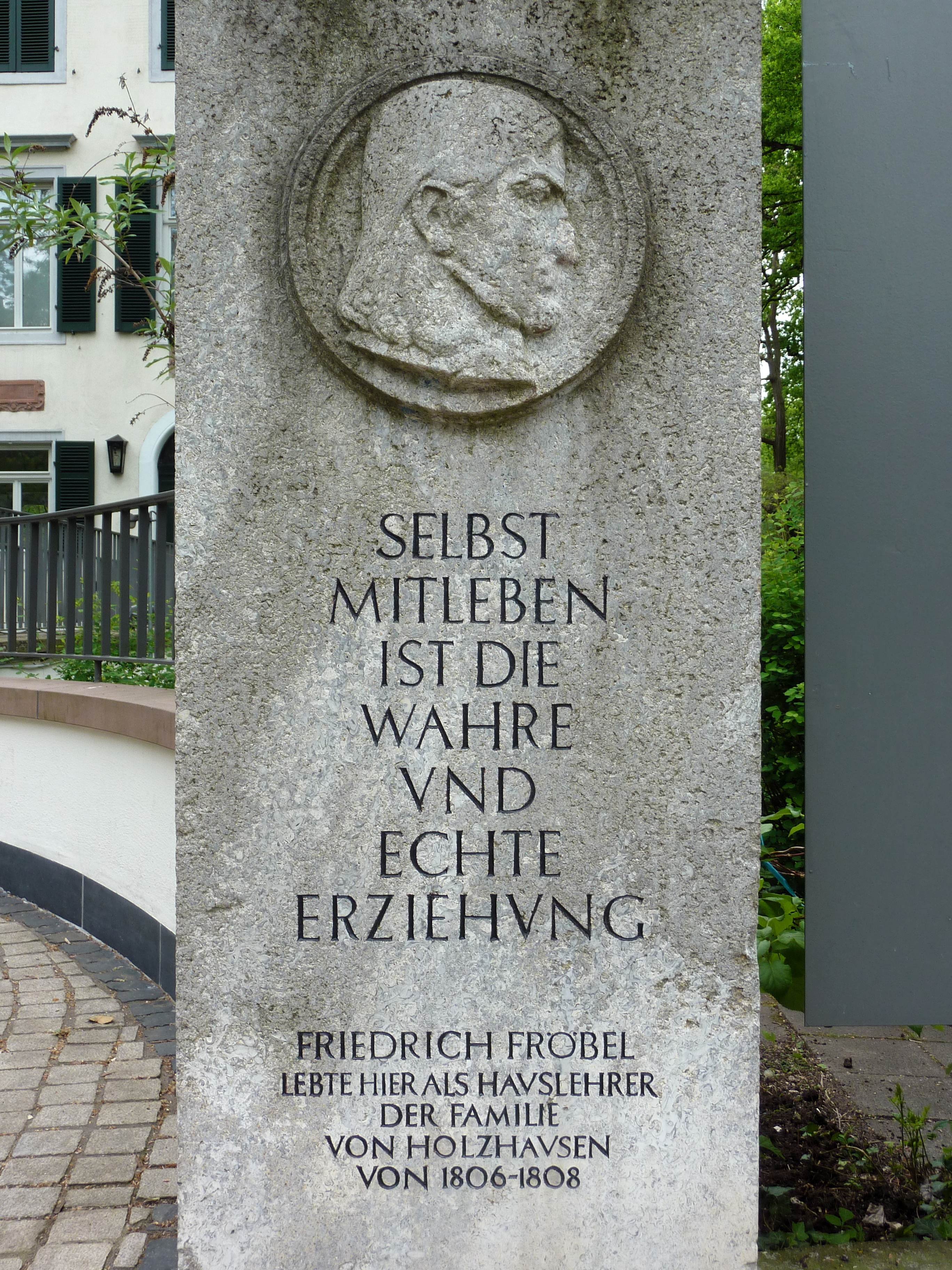
Denkmalstele für Fröbel vor dem Eingang des Holzhausenschlösschens in Frankfurt am Main
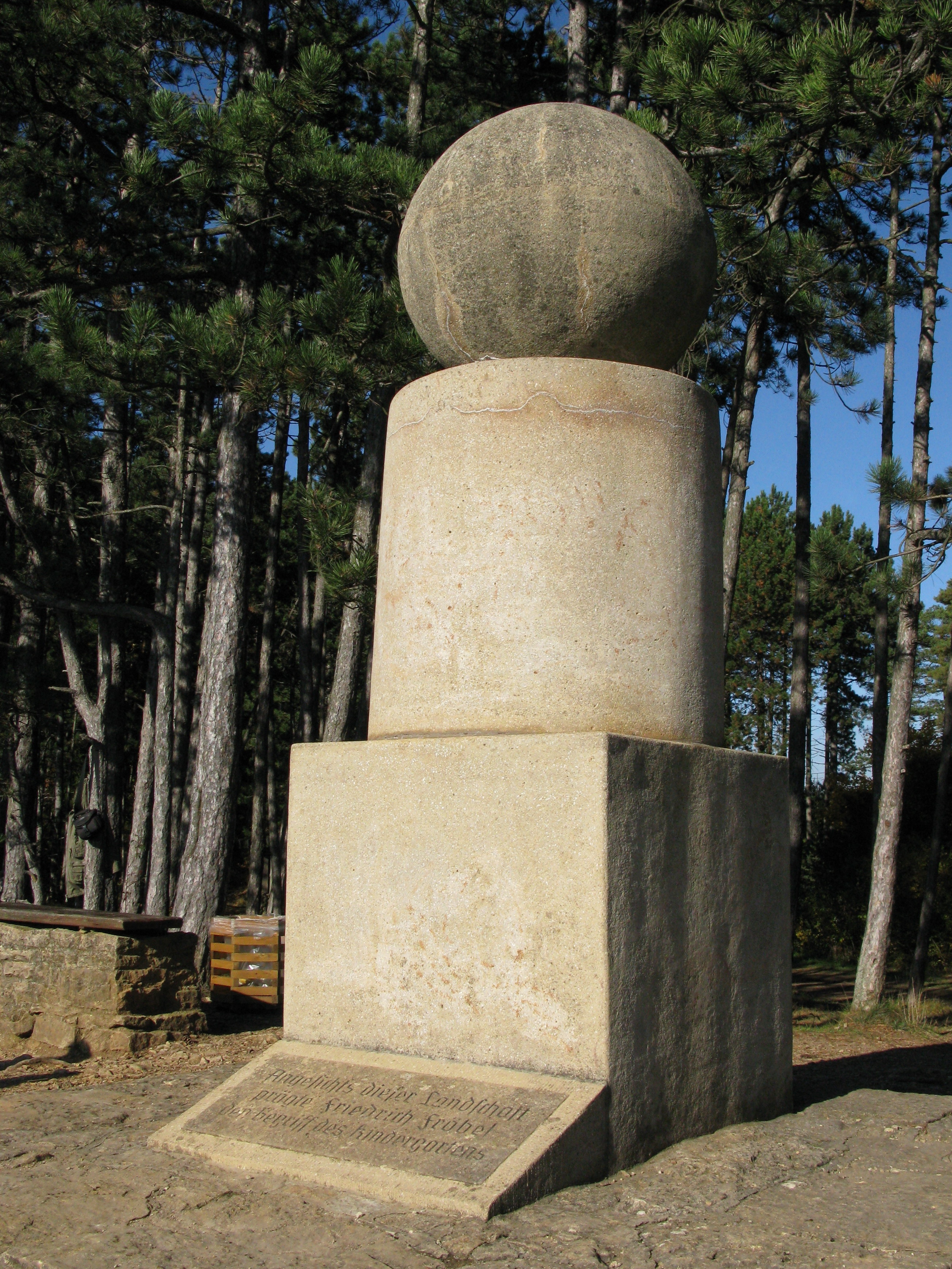
Fröbelblick nahe Keilhau

Münzen und Briefmarken
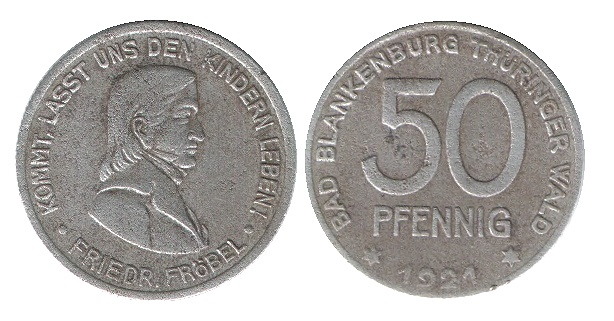
50-Pfennig-Münze (1921)
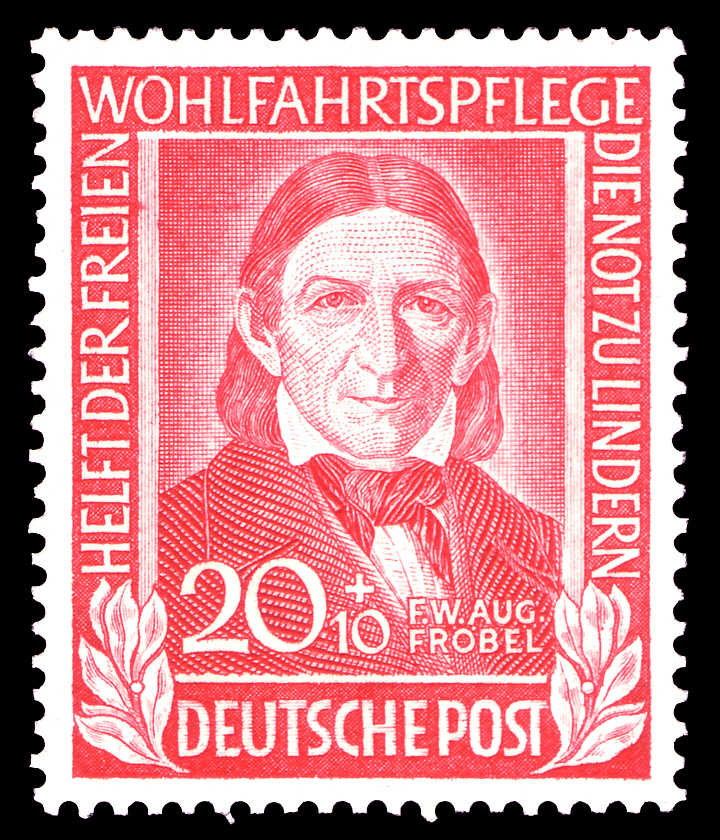
Briefmarke des Jahrgangs 1949 der Deutschen Post

Zur Erinnerung an die Stiftung des ersten Kindergartens am 28. Juni 1840 gab die Deutsche Post AG mit dem Ausgabetag 6. Juni 2015 ein Postwertzeichen im Wert von 215 Eurocent heraus. Der Entwurf stammt von der Grafikerin Lisa Röper aus Kassel.

## Werke
Die Keilhauer Schriften als Digitalisate (pdf, mp3):
- An unser deutsches Volk. Zweyte Anzeige von einem für den Zweck einer allgemeinen Erziehungs-Anstalt in Keilhau bey Rudolstadt im Thüringischen sich gebildeten Vereine. Müller, Erfurt 1820;
- Durchgreifende dem Deutschen Charakter erschöpfend genügende Erziehung ist das Grund- und Quell-Bedürfniß des Deutschen Volkes. In einzelnen Sätzen entwickelt und besonders den Denkenden unsers Volkes zur Prüfung vorgelegt. Anzeige von einem für den Zweck einer allgemeinen Erziehungs-Anstalt in Keilhau bei Rudolstadt im Thüringischen sich gebildeten Vereine. Müller, Erfurt 1821;
- Grundsätze, Zweck und inneres Leben der allgemeinen deutschen Erziehungsanstalt in Keilhau bey Rudolstadt, so weit sich dieselbe namentlich auch in Hinsicht auf den Umfang und die Behandlung der Lehrgegenstände bis jetzt entwickelt und ausgebildet hat. Fröbel, Rudolstadt 1821;
- Die allgemeine deutsche Erziehungsanstalt in Keilhau bey Rudolstadt betreffend. Rudolstadt Fröbel, 1822;
- Ueber deutsche Erziehung überhaupt, und über das allgemeine Deutsche der Erziehungsanstalt in Keilhau insbesondere. Privilegierte Hofbuchhandlung, Rudolstadt 1822;
- Fortgesetzte Nachricht von der allgemeinen deutschen Erziehungsanstalt in Keilhau. Privilegierte Hofbuchhandlung u. a., Rudolstadt 1823;
- Die erziehenden Familien. Wochenblatt für Selbstbildung und die Bildung Anderer. Keilhau/Leipzig 1826, ZDB-ID 275908-1;
- Anzeige von der Volkserziehungsanstalt in Helba bei Meiningen, gegeben von dem Vorsteher derselben, F. W. A. Fröbel (1829);

Das literarische Hauptwerk Fröbels als Digitalisat (pdf, mp3):
- Die Menschenerziehung. Die Erziehungs-, Unterrichts- und Lehrkunst, angestrebt in der Allgemeinen Deutschen Erziehungsanstalt zu Keilhau. Band 1: Bis zum begonnenen Knabenalter. Verlag der Allgemeinen Deutschen Erziehungsanstalt, Keilhau 1826[39]

Weitere Schriften als Digitalisate (pdf, mp3):
- Dokumente zur Gründung des „Allgemeinen deutschen Kindergartens“, F.W.A. Fröbel, Bad Blankenburg (1839/40)
- Die Mutter- und Koselieder Anstalt zur Pflege des Beschäftigungstriebes der Kindheit und Jugend, Blankenburg 1844. (Hierzu auch: wiki-Seite)

### Ausgaben
- Wichard Lange (Hrsg.): Friedrich Fröbels gesammelte pädagogische Schriften. Erste Abteilung: Friedrich Fröbel in seiner Entwicklung als Mensch und Pädagoge. Band 1: Aus Fröbels Leben und erstem Streben. Autobiographie und kleinere Schriften. Berlin 1862. (Faksimiledruck, Osnabrück 1966).
- Wichard Lange (Hrsg.): Friedrich Fröbels gesammelte pädagogische Schriften. Erste Abteilung: Friedrich Fröbel in seiner Entwicklung als Mensch und Pädagoge. Band 2: Ideen Friedrich Fröbels über die Menschenerziehung und Aufsätze verschiedenen Inhalts. Berlin 1863. (Faksimiledruck, Osnabrück 1966)
- Wichard Lange (Hrsg.): Friedrich Fröbels gesammelte pädagogische Schriften. Zweite Abteilung: Friedrich Fröbel als Begründer der Kindergärten. Die Pädagogik des Kindergartens. Gedanken Friedrich Fröbels über das Spiel und die Spielgegenstände des Kindes. Berlin 1862. (Faksimiledruck, Osnabrück 1966).
- F. Seidel (Hrsg.): Friedrich Fröbels pädagogische Schriften. 3 Bände. Wien/Leipzig 1883.
- Erika Hoffmann (Hrsg.): Friedrich Fröbel. Ausgewählte Schriften.
  - Band 1: Kleine Schriften und Briefe von 1809–1851. 1951. (4. Auflage. Stuttgart 1984)
  - Band 2: Die Menschenerziehung. 1951. (4. Auflage. Stuttgart 1982).
- Helmut Heiland (Hrsg.): Friedrich Fröbel. Ausgewählte Schriften. Band 3: Vorschulerziehung und Spieltheorie. 1974. (3. Auflage. Stuttgart 1998).
- E. Hoffmann (Hrsg.): Friedrich Fröbel. Ausgewählte Schriften. Band 4: Die Spielgaben. Stuttgart 1982.
- E. Hoffmann, R. Wächter (Hrsg.): Friedrich Fröbel. Ausgewählte Schriften. Band 5: Briefe und Dokumente über Keilhau. Erster Versuch der Sphärischen Erziehung. Stuttgart 1986.

## Rundfunkberichte, Imagefilm
- Barbara Leitner: Friedrich Fröbel und der Kindergarten – Spielend Lernen. SWR2 – Wissen, 21. November 2015; Manuskript (PDF)
- Regina Kusch: Pädagoge Friedrich Fröbel Revolutionäre Idee von Kindheit, Deutschlandfunk 28. Juni 2015
- Ines Freitag-Amtmann: Die Kindergartenidee nach Friedrich Fröbel, Imagefilm des Pestalozzi-Fröbel-Verbandes e. V.[40]
- Thomas Hartmann: Friedrich Fröbel und der erste Kindergarten – Weltgeschichte vor der Haustür – MDR-Kultur-Podcast vom 16. April 2022